# Peter van Vendôme
Peter van Vendôme (Frans: Pierre de Vendôme) (ca. 1200 – Nicosia, 25 maart 1249) was een zoon van Jan IV van Vendôme en Églantine van Palluau. Hij volgde in 1230 zijn overleden vader op als graaf van Vendôme.
Peter was gehuwd met Johanna, dochter van Juhel II van Mayenne, en werd de vader van:
- Burchard V
- Jan, heer van Fresne
- Godfried, heer van Chartre-sur-le-Loir
- Matthias, abt van Saint-Denis.

Peter vergezelde Lodewijk de Heilige bij de Zevende Kruistocht en overleed in 1249 in Nicosia op Cyprus.